# Sydney Freeland
Sydney Freeland (Gallup, Nuevo México, 10 de octubre de 1980) es una cineasta navajo transgénero. Escribió y dirigió el cortometraje Hoverboard (2012) y la película Drunktown's Finest (2014), que cosechó numerosos elogios tras su estreno en el Festival de Cine de Sundance. Su segunda película, Deidra and Laney Rob a Train, debutó en Sundance y se estrenó en Netflix en 2017. Se encargó de rodar la serie de Echo, que forma parte de las series de televisión del Universo Cinematográfico de Marvel (MCU) producida por Marvel Studios, y se estrenó en 2023 por el servicio de streaming de Disney+.

## Filmografía
- 2008: The Migration (Cortometraje) - directora[5]
- 2012: Hoverboard (Cortometraje) - productora, escritora, directora
- 2014: Drunktown's Finest - guionista, directora
- 2016: Her Story (Serie web) - directora
- 2017: Deidra & Laney Rob a Train - directora[6]
- 2018–2019: Grey's Anatomy (serie) - directora (2 episodios)
- 2018: Heathers (serie) - directora (1 episodio)[7]
- 2019: Station 19 (serie) - directora (1 episodio)
- 2019: Chambers (serie) - directora (1 episodio)
- 2019: Tales of the City (miniserie) - directora (1 episodio)
- 2019: Fear the Walking Dead (serie) - directora (1 episodio)
- 2019: Impulse (serie) - directora (1 episodio)
- 2019: Emergence (serie) - directora (1 episodio)
- 2020: Nancy Drew (serie) - directora (2 episodios)
- 2020: P-Valley (serie) - directora (1 episodio)
- 2020: The Wilds (serie) - directora (1 episodio)
- 2021: Rutherford Falls (serie) - directora (4 episodios)
- 2021: Reservation Dogs (serie) - directora (2 episodios)
- 2022: Star Trek: Strange New Worlds (serie) - directora (1 episodio)
- 2024: Echo (serie) - directora (4 episodios)